# NGC 2279
NGC 2279 је тројна звезда у сазвежђу Близанци која се налази на NGC листи објеката дубоког неба.
Деклинација објекта је + 33° 24' 52" а ректасцензија 6h 48m 24,7s. Привидна величина (магнитуда) објекта NGC 2279 износи 13,4.